# The Rowdy Girls
The Rowdy Girls è un film del 2000, diretto da Steven Nevius, scritto dalla playmate India Allen, prodotto dalla Troma. È interpretato dalle playmate Shannon Tweed e Deanna Brooks e dalla Pet di Penthouse Julie Strain.

## Trama
New Orleans, 1886: la prostituta Velvet raggira il suo amante, si appropria di una borsa piena di dollari e fugge da un bordello travestita da suora. Durante il viaggio in carovana, la donna incontra Sarah, una ragazza che ha rifiutato il matrimonio con un uomo che non amava e sogna di trasferirsi a San Francisco.
La carovana viene assalita da un gruppo di banditi, capeggiati da Billy e dalla sua amante Mick, abile con la frusta. Dopo aver ucciso lo sceriffo, accorso per un controllo, i banditi fuggono insieme a Velvet e a Sarah. Il vice sceriffo Joe, fratello dello sceriffo ucciso, segue a distanza il gruppo, e interviene quando Velvet sta per essere stuprata da un bandito. Joe salva la donna e si nasconde con lei, mentre Sarah viene salvata dallo stupro da Billy e si innamora di lui.
Joe scopre che Velvet non è una suora e ha un rapporto sessuale con lei. I due si trasferiscono quindi in un saloon, in cui arriva Billy in compagnia dei suoi uomini, di Sarah e di Mick, che viene legata e imbavagliata. La donna riesce a slegarsi e rapisce Sarah, che viene salvata da Billy. Tornati al saloon, i due vengono accolti da Velvet e da Joe. Ne scaturisce una sparatoria, al termine della quale Billy e Joe vengono feriti. Sarah punta la pistola contro Velvet, che riesce a convincerla a non premere il grilletto.
Velvet e Joe si allontanano e vengono raggiunti da Sarah e da Billy. Alcune didascalie informano del futuro dei quattro: Billy e Sarah si sposeranno e avranno 14 figli, Billy diventerà un dottore e Velvet diventerà una produttrice di lingerie a San Francisco.

## Colonna sonora
La colonna sonora del film è composta dai seguenti brani:
1. The Rowdy Girls Theme (Monster Truck)
2. Mick's Theme (Monster Truck)
3. Sarah's Theme (Monster Truck)
4. Velvet's Theme (Monster Truck)
5. Into the Sunset (Monster Truck)
6. Keep Me Up (Monster Truck)
7. Beach Girl (Monster Truck)